# État-major de force no 1
L’état-major de force no 1 (EMF 1) était un état-major de force opérationnelle de niveau 2 (division) de l'Armée de terre française.
Créé le 1er juillet 1999 au quartier Ruty à Besançon, il s'agissait d'un état-major de division type OTAN (20 000 à 30 000 hommes). Son corps de soutien était le 7e bataillon du train.
Son insigne était celui du Commandement des forces terrestres avec le blason de la ville de Besançon qui prend place sur la garde de l'épée.
L'EMF 1 est dissous en 2016 dans le cadre du plan de restructuration de l'Armée de terre. La 1re division a été recréée à partir de l'EMF 1.